# Xorides shevyrevi
Xorides shevyrevi är en stekelart som först beskrevs av Meyer 1926.  Xorides shevyrevi ingår i släktet Xorides och familjen brokparasitsteklar. Inga underarter finns listade i Catalogue of Life.